# Cuento de hadas (novela)
Cuento de hadas es una novela de fantasía oscura escrita por Stephen King, publicada el 6 de septiembre de 2022 por Scribner. En España fue publicada por Plaza y Janes. El protagonista es Charlie Reade, un joven de 17 años que se hace amigo de un viejo ermitaño y su perra.

## Trama

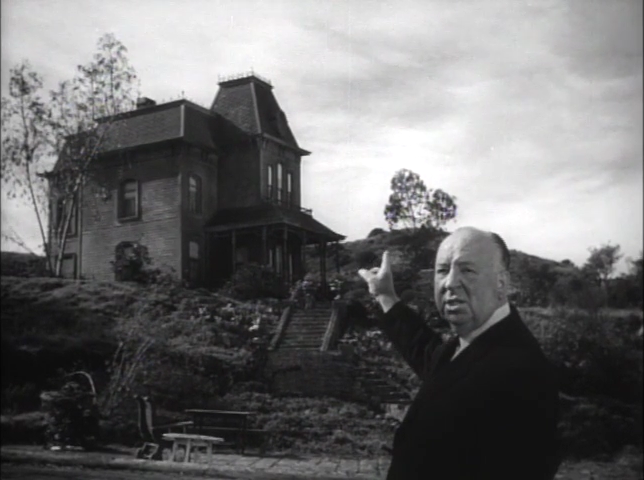
La casa de Mr. Bowditch es similar a la de Norman Bates en Psicosis (película)

Charlie Reade es un chico que 17 años que vive en la ciudad de Sentry, Illinois, con su padre exalcohólico. Un día mientras pasea por delante de la que los muchachos del pueblo llaman "la casa de psicosis" (por su parecido a la de la película de Alfred Hitchcock) escucha el gemido de un perro, al investigar encuentra a su viejo vecino Howard Bowditch herido al caerse de una escalera y avisa a una ambulancia.
Mientras el huraño Bowditch está en el hospital Charlie se hace cargo de Radar, su fiel perra, raza Pastor alemán. A pesar de su misantropía y sus rarezas, Charlie acaba apreciando al señor Bowditch y sobre todo a su vieja perra, que ya tiene achaques propios de su edad. El sentimiento es mutuo y el misterioso viejo decide confiarle una misión.
En una ciudad cercana Charlie acude a una destartalada joyería donde vende una importante cantidad de pequeñas bolitas de oro, lo que es más que suficiente para pagar la elevada factura del hospital. ¿De donde proviene todo ese oro que Bowditch guarda en su caja fuerte?, ¿que son esos extraños ruidos que salen a veces del cobertizo que hay en el patio trasero de su casa?.
Unos meses después Bowditch muere de un infarto pero antes le ha dejado a Charlie un mensaje grabado en una cinta de casete donde le cuenta una historia increíble: el anciano al que Charlie calcula 80 años confiesa tener 120 años y lo más importante, en su cobertizo hay unas escaleras de piedra que llevan a otro mundo.

## Personajes

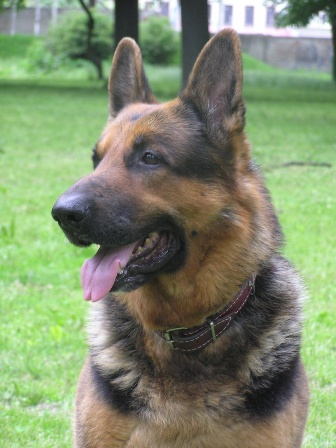
La perra protagonista de la novela es una Pastora alemana

### En Illinois
- Charlie: es un chico de 17 años pero que ha madurado muy deprisa al tener que hacerse cargo de su casa mientras su padre estaba deprimido y borracho. En el instituto es un gran deportista, lo cual será decisivo para sobrevivir a las aventuras y penalidades que le esperan al otro lado.
- Radar: una pastora alemana, muy inteligente y protectora con Howard y Charlie.
- Mr. Reade: es el padre de Charlie, tras la muerte de su esposa cayó en el alcoholismo pero gracias a la asociación de Alcohólicos Anónimos se rehabilitó y recuperó su trabajo como agente de seguros.
- Tio Lindy: padrino de Mr. Reade en la asociación, gracias a él se recupera de su adicción.
- Andy Chen: el mejor amigo de Charlie en el instituto.
- Chris Polley: criminal, ladrón y asesino. Intenta robar el oro del señor Bowditch y matar a Charlie. Se intuye que es el "gemelo" de Peterkin en nuestro mundo.
- Howard Adrian Bowditch: viejo antisocial y egoísta, vive con su perra y guarda muchos secretos. Cuando era joven trabajó como leñador y agrimensor.

### En Empis
- Dora: amable zapatera remendona que ayuda a los refugiados de la plaga gris. Ella misma también está afectada y tiene el rostro desfigurado. Su acogedora cabaña será del punto de partida de las aventuras de Charlie en Empis.
- Leah de Gallien: legítima heredera al trono de Empis. No tiene boca, pero con esfuerzo puede hacer ventriloquia. En principio se niega a creer que su querido hermano Elden y el asesino del vuelo sean la misma persona.
- Woody: tío de Leah, no tiene ojos. Vive con su gato. Es sabio pero pusilánime.
- Claudia: tía de Leah, no tiene orejas y habla a gritos. También vive sola y debe lidiar con el ataque de los "lobitos". Le presta a Charlie su triciclo para que pueda llegar a la ciudad de Lilimar.
- El Snab: grillo rojo del tamaño de un gato, es el rey de las criaturas pequeñas y un valioso aliado de Charlie y Leah. Está inspirado en Pepito Grillo de Pinocho.
- Hana: giganta malvada y flatulenta que se alimenta de carne humana, junto a su hija Molly La Roja custodia la entrada al palacio real de Lilimar.
- Kellin: el jefe de los soldados de la noche, muertos vivientes con auras eléctricas que anteriormente eran guardias reales, pero se pusieron al servicio de Elden.
- Los prisioneros: gente no afectada por la plaga gris, se supone que los genes de la familia real de Empis les hacen inmunes. Comparten cautiverio con Charlie en la Maleen Profunda y son obligados a luchar entre ellos en un torneo a muerte. Tres de ellos (Ojota, Eris y Jaya) acompañaran a Charlie en su enfrentamiento final con Elden.
- Peterkin: enano malvado y cruel. Aparece en los momentos más inoportunos para sabotear a Charlie.
- Elden (el asesino del vuelo): hermano de Leah, sufrió humillaciones cuando era niño y se convirtió en un monstruo. Es el principal villano de la novela.

## Recepción
Matt Bell de The New York Times describió Fairy Tale como "una sólida aventura con momentos memorablemente extraños". La novela encabezó la lista de libros más vendidos de USA Today a partir de la semana del 15 de septiembre de 2022, superando a It Ends with Us y Verity de Colleen Hoover, y Where the Crawdads Sing de Delia Owens. Emilia Ferrante en Michigan Daily, hace una inconsistente crítica apelando a la fealdad de los villanos en la historia.Kirkus le dio una reseña destacada, afirmando que el libro era "al mismo tiempo familiar y lleno de giros extraños e inesperados". De manera similar, Alison Flood de The Guardian describió la novela como un clásico atemporal.

## Adaptación cinematográfica
Hay rumores de una adaptación dirigida por Paul Greengrass, director de la saga de Jason Bourne, y producida por Gregory Goodman.